# Picea brachytyla
Picea brachytyla je druh smrku, jehličnatý strom původem z Asie.

## Popis
Jedná se o strom, který dorůstá až 30 m výšky a průměru kmene až 1 m.. Borka je šedavá až šedohnědá. Koruna je většinou kuželovitá až pyramidální, větvičky jsou převislé,, mají žlutavou až hnědavou barvu. Jehlice jsou na průřezu zploštělé, asi 1–2,2 cm dlouhé a 1–1,5 mm široké, na vrcholu špičaté až zašpičatělé. Samičí šišky jsou za zralosti hnědé až trochu purpurové, vějšitě až válcovitě podlouhlé, asi 6–10 cm dlouhé a asi 3–4 cm široké při otevřených šupinách. Šupiny samičích šišek jsou za zralosti obvejčitě podlouhlé až kosočtverečné, na vrcholu často nahoru zahnuté, asi 14–22 mm dlouhé a 11–13 mm široké. Semena s křídlem asi 1,2 cm dlouhá.

## Variabilita
Jsou rozlišovány dvě variety. Nominátní varieta var. brachytyla má nezralé samičí šišky zelené barvy, kdežto u var. complanata jsou nezralé samičí šišky červeně až purpurově hnědé, další znaky jsou na borce a jehlicích. V minulosti byly tyto variety některými autory považovány za samostatné druhy.

## Rozšíření
Picea brachytyla se přirozeně vyskytuje v Číně, a to na jihu provincie Kan-su, na západě provincie Che-nan, na západě oblasti Chu-pej, na jihovýchodě oblasti Šen-si, v S’-čchuanu, na jihovýchodě Tibetu a severozápadě oblasti Jün-nan. Jeho výskyt přesahuje do severní Barmy a Bhútánu, snad Assam Himal v Indii.

## Ekologie
Picea brachytyla roste v horských lesích v nadmořských výškách asi 1300-3800 m n. m., typicky s chladným monzunovým klimatem bohatých na srážky, kterých zde spadne za rok asi 1000-2500 mm za rok. Tvoří lesy společně s dalšími dřevinami, jako jsou různé druhy jedlí (Abies sp.), jedlovců (Tsuga sp.), Picea likiagensis, Larix potaninii, Betula albosinensis aj. I tento druh smrku je napadán různými druhy kůrovců, např. v Bhútánu to je druh Ips schmutzenhoferi.

## Využití
Ve své domovině je to důležitá dřevina, která je v lesnictví ceněna pro kvalitní dřevo.